# Don-2N 레이더

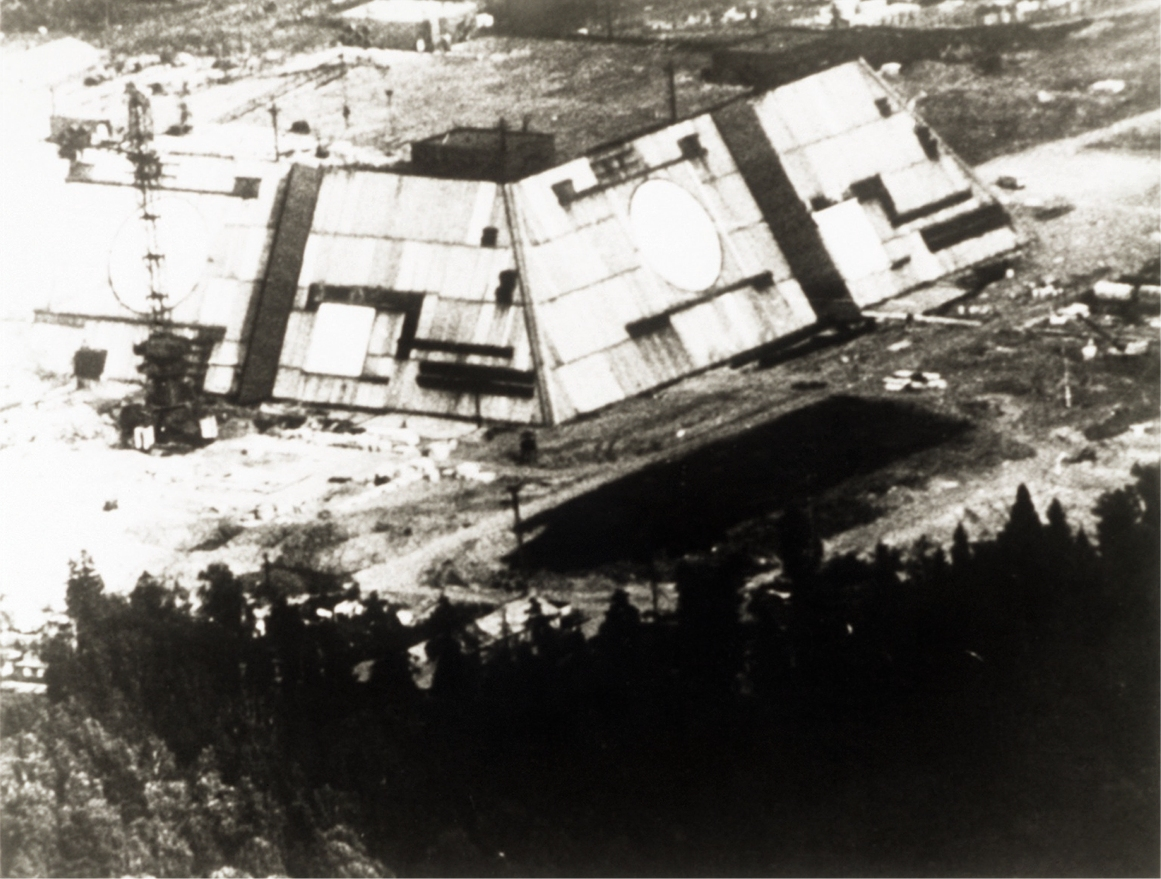
ABM-시스템의 레이다인 Don-2N 레이다

Don-2N는 소련의 고고도 대공 탐지 레이다다. 지상 배치형 레이다로 1대만 건설됐다. NATO 코드네임은 Pill box다. A-135 탄도 미사일 방어 시스템을 위한 조기경보레이다의 일환으로 1,500km 이상의 탐지거리를 가진 레이다다. 모스크바의 푸시키노 (Pushkino) 지구에 위치한 이 건물은 바닥이 130 미터 (427 피트), 상단이 90 미터 (295 피트) 인 길이가 33 미터 인 108 평방 미터 의 사각형 모양의 절두체 외관을 띄고 있다. 네면의 각각의 직경은 18미터다. 초고주파 밴드의 레이다로 360도 방향의 탐지가 가능하며, Elbrus-2 ( 러시아어 : Эльбрус-2 ) 슈퍼 컴퓨터에 의해 작동된다. 전형적인 ICBM 탄두 크기의 표적에 대해 3,700km의 범위를 가지고 있다. 1972년대 탄도 미사일 조약에 따라 미국과 소련 은 미사일 공격으로부터 보호 할 영역을 하나 지정해야했다. 미국은 노스 다코타를 선택했고 소련은 모스크바를 선택했다. Don-2N 레이다는 시스템의 제어 센터로 설계되었으며 명령 및 제어 센터에 연결이 끊어지면 자율적으로 작동 할 수 있었다. 

## 제원
- 개발 배치국 : 소련, 러시아
- 완공시점 : 1996년
- 건조 숫자 : 1대
- 레이다 종류 : 조기경보 대공 레이다
- 주파수 : SHF 7.5 sm
- 미세표적 탐지거리 : 1,500–2,000km거리의 5cm x 5cm(0.25m2)크기의 표적을 식별가능
- ICBM 탄두 표적 탐지거리 : 3,700km
- 직경 : 18미터
- 탐지방위각 : 360도

## 같이 보기
- J/FPS-3
- J / FPS-7
- 그린파인 레이다
- AN/TPY-2
- 보로네시 (레이다)
- JY-8 (레이다)